# Tân Thuận, Cà Mau
Tân Thuận là một xã cũ thuộc tỉnh Cà Mau, Việt Nam.

## Địa lý
Xã Tân Thuận có vị trí địa lý:
- Phía đông giáp Biển Đông
- Phía tây giáp xã Tạ An Khương
- Phía nam giáp xã Tân Tiến
- Phía bắc giáp các xã Định Thành, Gành Hào, Tạ An Khương.

Xã Tân Thuận có diện tích 169,8 km², dân số năm 2024 là 35.473 người, mật độ dân số đạt 208 người/km².

## Lịch sử
Ngày 25 tháng 7 năm 1979, Hội đồng Chính phủ ban hành Quyết định số 275-CP về việc chia xã Tân Thuận thuộc huyện Ngọc Hiển thành 5 xã: Tân Đức, Hiệp Bình, Thuận Hòa, Tân Lập, Tân Thuận.
Ngày 17 tháng 12 năm 1984, Hội đồng Bộ trưởng ban hành Quyết định số 168-HĐBT về việc chuyển xã Tân Thuận thuộc huyện Ngọc Hiển về huyện Đầm Dơi mới đổi tên quản lý.
Ngày 6 tháng 11 năm 1996, Quốc hội ban hành Nghị quyết về việc chia tỉnh Minh Hải thành tỉnh Bạc Liêu và tỉnh Cà Mau. Khi đó, xã Tân Thuận thuộc huyện Đầm Dơi, tỉnh Cà Mau.
Ngày 31 tháng 12 năm 2021, UBND tỉnh Cà Mau ban hành Quyết định số 3120/QĐ-UBND về việc công nhận đô thị Tân Thuận đạt tiêu chuẩn đô thị loại V.
Tính đến ngày 31/12/2024:
- Xã Tân Đức có 12 ấp: Hòa Đức, Tân An, Tân Bình, Tân Đức, Tân Đức A, Tân Hiệp, Tân Hiệp Lợi A, Tân Hiệp Lợi B, Tân Phước, Tân Thành Lập, Thuận Hòa, Thuận Lợi.
- Xã Tân Thuận có 12 ấp: Đồng Giác, Hiệp Hải, Hòa Hải, Hòa Lập, Lưu Hoa Thanh, Thuận Hóa, Thuận Hòa A, Thuận Hòa B, Thuận Lợi A, Thuận Lợi B, Thuận Phước, Xóm Tắc.[7]

Ngày 12 tháng 6 năm 2025, Quốc hội ban hành Nghị quyết số 202/2025/QH15 về việc sắp xếp đơn vị hành chính cấp tỉnh (nghị quyết có hiệu lực từ ngày 12 tháng 6 năm 2025). Theo đó, sáp nhập tỉnh Bạc Liêu vào tỉnh Cà Mau.
Ngày 16 tháng 6 năm 2025, Ủy ban Thường vụ Quốc hội ban hành Nghị quyết số 1655/NQ-UBTVQH15 về việc sắp xếp các đơn vị hành chính cấp xã của tỉnh Cà Mau năm 2025 (nghị quyết có hiệu lực từ ngày 16 tháng 6 năm 2025). Theo đó, sáp nhập toàn bộ 63,0 km² diện tích tự nhiên, quy mô dân số là 16.018 người xã Tân Đức thuộc huyện Đầm Dơi vào toàn bộ 106,8 km² diện tích tự nhiên, quy mô dân số 19.455 người xã Tân Thuận thuộc huyện Đầm Dơi
Xã Tân Thuận có 169,8 km² diện tích tự nhiên và quy mô dân số là 35.473 người.